# اغلبیک سفلی
اغلبیک سفلی روستایی از توابع بخش مرکزی شهرستان ایجرود در استان زنجان در ایران است.

## جمعیت
این روستا در دهستان ایجرود بالا قرار دارد و براساس سرشماری مرکز آمار ایران در سال ۱۳۸۵، جمعیت آن ۹۳۰ نفر (۲۲۹خانوار) بوده‌است.